# Anakinetica cumingi
Anakinetica cumingi är en armfotingsart som först beskrevs av Davidson 1852.  Anakinetica cumingi ingår i släktet Anakinetica och familjen Terebratellidae. Inga underarter finns listade i Catalogue of Life.